# Jeremy Soule
Jeremy Soule (ur. 19 grudnia 1975 w Keokuk w stanie Iowa) – amerykański kompozytor muzyki do gier komputerowych. Zadebiutował w 1995 ścieżką dźwiękową do gry Secret of Evermore. Później był autorem muzyki do takich gier, jak seria Total Annihilation, seria Harry Potter, Dungeon Siege, Guild Wars, Company of Heroes, Supreme Commander, War Thunder oraz seria The Elder Scrolls.

## Dzieła
- Armies of Exigo
- Azurik: Rise of Perathia (tylko na Xbox)
- Baldur's Gate: Dark Alliance
- Deep Black
- Dungeon Siege
- Dungeon Siege II
- Giants: Citizen Kabuto
- Guild Wars
- Guild Wars: Factions
- Guild Wars Nightfall
- Guild Wars: Eye of the North
- Guild Wars 2
- Harry Potter i Kamień Filozoficzny
- Harry Potter i Komnata Tajemnic
- Harry Potter i więzień Azkabanu
- Harry Potter i Czara Ognia
- Harry Potter: Mistrzostwa świata w quidditchu
- Icewind Dale
- Metal Gear Solid: Peace Walker
- Neverwinter Nights
- Otomedius Excellent
- Prey
- Secret of Evermore
- Star Wars: Knights of the Old Republic
- Star Wars: Bounty Hunter
- Supreme Commander
- The Elder Scrolls III: Morrowind
- The Elder Scrolls IV: Oblivion
- The Elder Scrolls V: Skyrim
- The Elder Scrolls Online
- Total Annihilation
- Total Annihilation: Kingdoms
- Unreal II
- Warhammer: Mark of Chaos
- Warhammer 40,000: Dawn of War
- World of Warcraft: Mists of Pandaria
- zOMG
- War Thunder